# Skivtetra
Skivtetra (Metynnis argenteus) är en fiskart som beskrevs av Ahl 1923. Skivtetra ingår i släktet Metynnis och familjen Characidae. Inga underarter finns listade i Catalogue of Life.